# Grafenmühle (Bad Weißenstadt)
Grafenmühle ist eine Ortschaft und eine Wassermühle im bayerischen Oberfranken. Der Ort gehört zur Stadt Bad Weißenstadt, Landkreis Wunsiedel im Fichtelgebirge.

## Ort
Der Ort besteht lediglich aus einer Straße (Grafenmühle), einem Bauernhof, einem Haus in Privatbesitz und der Grafenmühle.

## Grafenmühle
Die Mühle gehörte Johann Hartbauer und wurde um 1868 gebaut, brannte im Jahr 1884 nieder und wurde 1910 als Kunstmühle aufgerüstet. Das Inventar aus dieser Zeit ist größtenteils erhalten geblieben. Dazu gehören neben dem halbunterschlächtigen Wasserrad (Ø 4,2 m) zwei Mahlgänge, zwei Walzenstühle, Vorreinigung (Sechskanter), zwei Askania-Wurfsichter, Staubfilter, Elevatoren, ein Trieur und Förderschnecken. Das Mühlhaus hat vier, das Wohnhaus  zwei Etagen. Es gibt einen sehr geräumigen Dachboden mit vielen Hinterlassenschaften Johann Hartbauers. Die Mühle befindet sich in privatem Besitz.